# فلاديمير نابوكوف

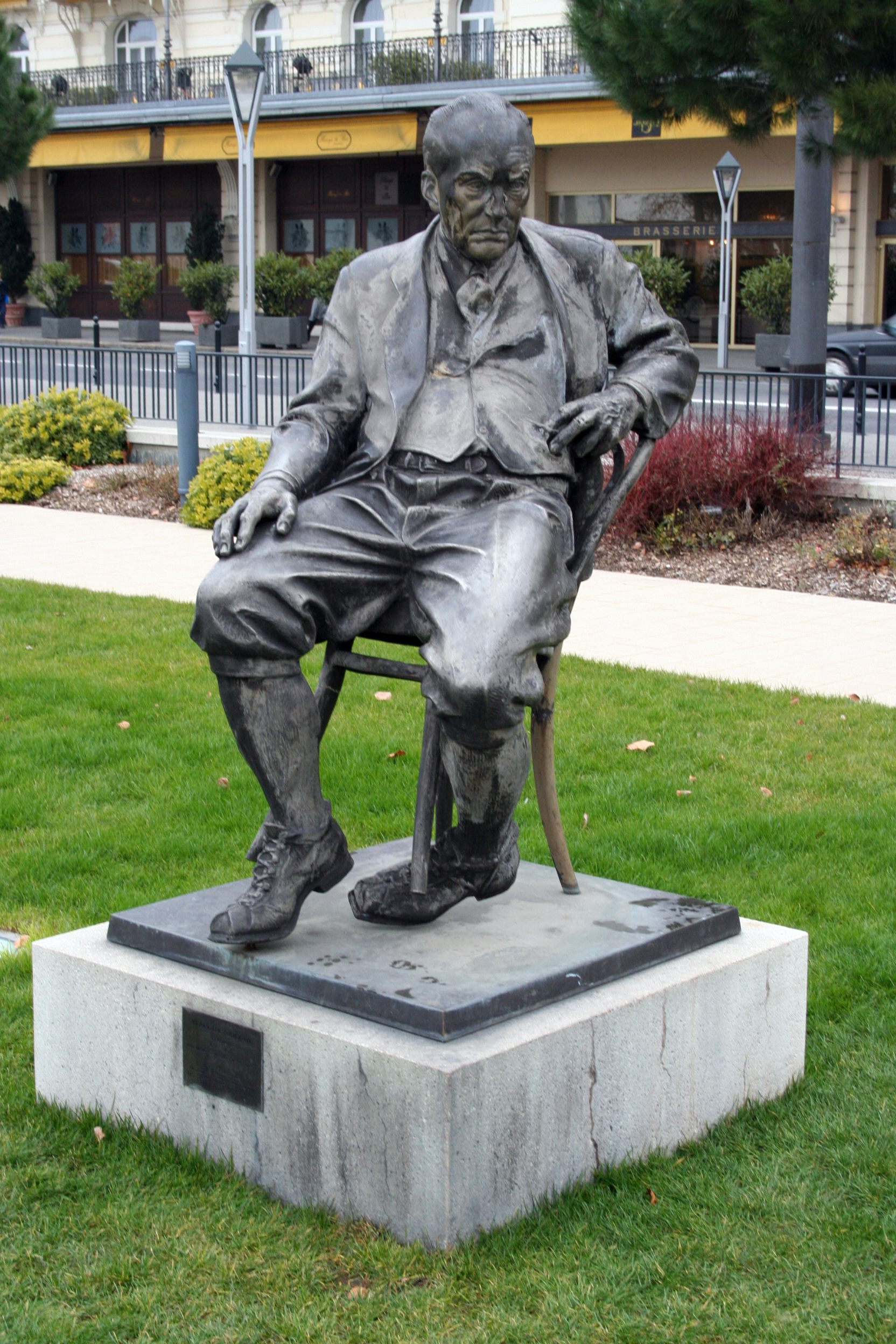
تمثال لفلاديمير نابوكوف في سويسرا

فلاديمير نابوكوف (بالروسية: Влади́мир Влади́мирович Набо́ков)‏ (23 أبريل 1899 في سانت بطرسبرغ بروسيا - 2 يوليو 1977 في مونترو بسويسرا) عرف كذلك باسمه الفني المستعار فلاديمير سيرين. كاتب وشاعر ومترجم وعالم حشرات روسي أمريكي. أعماله الأولية كتبت باللغة الروسية، وبعدما اشتهر عالمياً أصبح يكتب رواياته بالإنجليزية. عرفت أعماله بكونها معقدة، حيث أن حبكة القصص والكلمات المستخدمة فيها كثيرة التعقيد. له أيضاً مساهمات في مجالات أخرى مثل قشريات الجناح والشطرنج.

## سيرة
ولد الكاتب الروسي فلاديمير نابوكوف يوم 10 أبريل 1899م، في سان بطرسبورج لعائلة اريستقراطية، فأبوه أحد كبار رجال القانون الروس في عصره، وجده وزير سابق من العهد القيصري، وقد تلقى نابوكوف مع إخوته تعليما ثلاثي اللغات بالروسية والإنجليزية والفرنسية، كما وقع في سن مبكر تحت تأثير أستاذه للأدب الروسي الشاعر والناقد فاسيلي هيبيوس.
ومع قيام ثورة أكتوبر 1917م، التحق نابوكوف للدراسة بكلية تيرنتي في جامعة كامبريدج حيث درس العلوم واللغات والأدب الوسيط، وتفرغ للأدب سنة 1922م بعد ما اغتال عملاء سوفييت والده، فترجم إلى الروسية عدداً من الروايات الأوروبية.
ظهرت أولى رواياته عام 1925 تحت عنوان «ماشينكا»، وفي سنة 1926م ظهرت مسرحيته المعادية للسوفييت «رجل سوفييتي» واتبعها بروايته «الملك ــ السيدة ــ الخادم» سنة 1931م، وكانت هذه الفترة أخصب فترات عطاء نابوكوف الإبداعي حيث نشر عمله «الغلطة» 1932، ثم عاد سنة 1934م ونشر أعمالا ملفتة للانتباه مثل «سباق مجنون» و«دعوة للعذاب» وفي هذه الأخيرة عداء شديد للحكم التوليتاري السوفييتي، إلا أنه كتب سنة 1938م لأول مرة رواية باللغة الإنجليزية هي «سيرة سباستيان نايت الحقيقية».
سنة 1939م غادر إلى أمريكا للعمل بجامعة استاندفورد، ثم درس الأدب الروسي بجامعات بوسطن وهارفارد، كما نشر سنة 1944م دراسة معمقة عن "جوجول"، ولما حصل على الجنسية الأمريكية سنة 1945م، ثم تعيينه في جامعة كورنيل التي نشر منها عمله "الثلمة" وبدأ في كتابة سيرته الذاتية التي ظهرت سنة 1951م بعنوان "من الشاطئ الآخر.
سنة 1955 نشر روايته «لوليتا» التي منعت أول الأمر في أمريكا، وهذا ما حدا بنابوكوف إلى نشر رواية «ابنين» سنة 1957م. وفي سنة 1958م أصبحت رواية «لوليتا» كتاب الجيب في أمريكا، وباع حقوق تحويلها إلى فيلم بمبلغ 150 ألف دولار، وقد تفرغ في هوليوود سنة 1960م لكتابة سيناريو لهذا الفيلم، إلا أنه سافر لأوروبا 1962 حيث كتب «النار الخافت»، وفي سنة 1969م كتب أطول رواياته «آدا».
توفي الكاتب الروسي فلاديمير نابوكوف يوم 2 يوليو 1977م، ومنذ ذلك التاريخ ظهرت عن نابوكوف عشرات الكتب بمختلف اللغات، وكان من أبرزها كتاب بريان بويد «نابوكوف السنوات الروسية» 1990م و«السنوات الأمريكية» 1991م، وكتاب بالروسية ألفه د. بورلاكا 1997م تحت عنوان «نابوكوف: مع أم ضد»، وكتاب «نابوكوف» ضمن سلسلة «كتاب كل الأزمنة» بفرنسا 1995م، وأيضاً نابوكوف واستبدادية المؤلف لموريس كوتيرييه 1995م، ثم عمل متميز عن سيرته لأندريوفيلد هو «نابوكوف: حياة كاملة أو تكاد»، وأيضاً «نابوكوف والهجرة المنشودة» 1994م لدانييل سوتون.

## أعماله
يُعرف نابوكوف بأنه أحد أبرز كتاب النثر في القرن العشرين؛ كانت كتاباته الأولى باللغة الروسية، لكنه حقق أكبر شهرة له بفضل الروايات التي كتبها باللغة الإنجليزية. باعتباره خبيرًا في ثلاث لغات (فهو يكتب أيضًا بالفرنسية، راجع كتابه مادموزيل أو)، فقد قورن بجوزيف كونراد؛ لكن نابوكوف لم يكن معجبًا بهذه المقارنة ولا بعمل كونراد. وقد أعرب عن أسفه للناقد إدموند ويلسون بقوله «لقد أصبحت الآن أكبر من أن أتغير كونراديًا» –الجملة التي وصفها جون أبدايك لاحقًا بأنها «دعابة عبقرية بحد ذاتها». (جاء هذا الأسف في عام 1941، عندما كان نابوكوف متدربًا أمريكيًا لمدة لا تتجاوز العام. لاحقًا وفي خطاب موجه إلى ويلسون في نوفمبر 1950، أعطى نابوكوف تقييمًا قويًا وغير هزلي: «كان كونراد يعرف كيف يتعامل مع اللغة الإنجليزية الجاهزة بشكل أفضل مني، ولكنني أعرف النوع الآخر بشكل أفضل، فهو لا يغرق أبدًا في الهفوات التي أرتكبها، لكنه لا يرتقي إلى ذرواتي اللفظية». ترجم نابوكوف العديد من أعماله الأولى إلى الإنجليزية، متعاونًا في بعض الأحيان مع ابنه ديميتري. وكان لتعلمه ثلاث لغات أثناء نشأته أثرًا كبيرًا على فنه.
ترجم نابوكوف بنفسه إلى الروسية كتابَين كان قد كتبهما في الأصل باللغة الإنجليزية، أدلة قاطعة ولوليتا. «ترجم» كتابه أدلة قاطعة بسبب شعوره بوجود عيوب في النسخة الإنجليزية منه. عند كتابة الكتاب، أشار إلى أنه احتاج إلى ترجمة ذكرياته الخاصة إلى الإنجليزية، وقضاء الكثير من الوقت في شرح أشياء معروفة جيدًا في روسيا؛ ثم قرر إعادة كتابة الكتاب، بلغته الأم الأولى، وبعد ذلك أصدر النسخة النهائية بعنوان تحدّث وذاكرة (أراد نابوكوف أولًا تسميته «تحدّثي، نيموساين») (نيموساين هي آلهة الذاكرة والتذكر عند التيتان). كان نابوكوف من مناصري النزعة الفردية، ورفض المفاهيم والأيديولوجيات التي قيّدت الحرية الفردية والتعبير، مثل الأنظمة الشمولية في أشكالها المختلفة، وكذلك التحليل النفسي لسيغموند فرويد. في أعماله كثيرًا ما يزدري «البوشلوست» ويسخر منها؛ وهي كلمة باللغة الروسية تصف سمة سلبية ما في الإنسان. في ترجمة لوليتا، كتب نابوكوف، «تخيلت أنه في المستقبل البعيد قد ينتج شخص ما نسخة روسية من لوليتا. دربت منظاري الداخلي على رؤية تلك النقطة المحددة في المستقبل البعيد، ورأيت أن كل مقطع، مليء بالمخاطر، يمكن أن يودي بنفسه إلى سوء ترجمة شنيع. في أيدي مجتهد مؤذ، فإن النسخة الروسية من لوليتا سوف تُهان بالكامل وتُفسد من قبل إعادات صياغة مبتذلة أو خاطئة. لذلك قررت ترجمتها بنفسي».
تضمنت عمليات نابوكوف الإبداعية كتابة مقاطع نصية على المئات من بطاقات الفهرسة، وتوسيعها إلى فقرات وفصول ثم إعادة ترتيبها لتشكل هيكل رواياته، وهي عملية اعتمدها العديد من كتاب السيناريو في السنوات اللاحقة.
نشر نابوكوف في بعض الأحيان تحت اسم مستعار «فلاديمير سيرين» منذ عشرينيات القرن العشرين وحتى الأربعينيات، وذلك بهدف إخفاء هويته عن النقاد. كما أنه ظهر متسترًا في بعض رواياته، مثل شخصية «فيفيان داركبلوم» (وهي لفظ مقلوب عن «فلاديمير نابوكوف»)، التي تظهر في كل من لوليتا وآيدا أو أردور، وشخصية «بلافداك فينوموري» (لفظ مقلوب آخر من اسم نابوكوف) التي تظهر في الملك والملكة والوصيف.

## وصلات خارجية
- فلاديمير نابوكوف على موقع IMDb (الإنجليزية)
- فلاديمير نابوكوف على موقع الموسوعة البريطانية (الإنجليزية)
- فلاديمير نابوكوف على موقع الموسوعة البريطانية (الإنجليزية)
- فلاديمير نابوكوف على موقع مونزينجر (الألمانية)
- فلاديمير نابوكوف على موقع قاعدة بيانات الأفلام العربية
- فلاديمير نابوكوف على موقع ألو سيني (الفرنسية)
- فلاديمير نابوكوف على موقع ميوزك برينز (الإنجليزية)
- فلاديمير نابوكوف على موقع أول موفي (الإنجليزية)
- فلاديمير نابوكوف على موقع قاعدة بيانات برودواي على الإنترنت (الإنجليزية)
- فلاديمير نابوكوف على موقع قاعدة بيانات الأفلام السويدية (السويدية)
- فلاديمير نابوكوف  على قاعدة بيانات الخيال التأملي على الإنترنت